# Bahnhof Bleicherode Ost

Der Bahnhof Bleicherode Ost ist eine Betriebsstelle der Bahnstrecke Halle–Hann. Münden in der Kleinstadt Bleicherode im thüringischen Landkreis Nordhausen.

## Lage

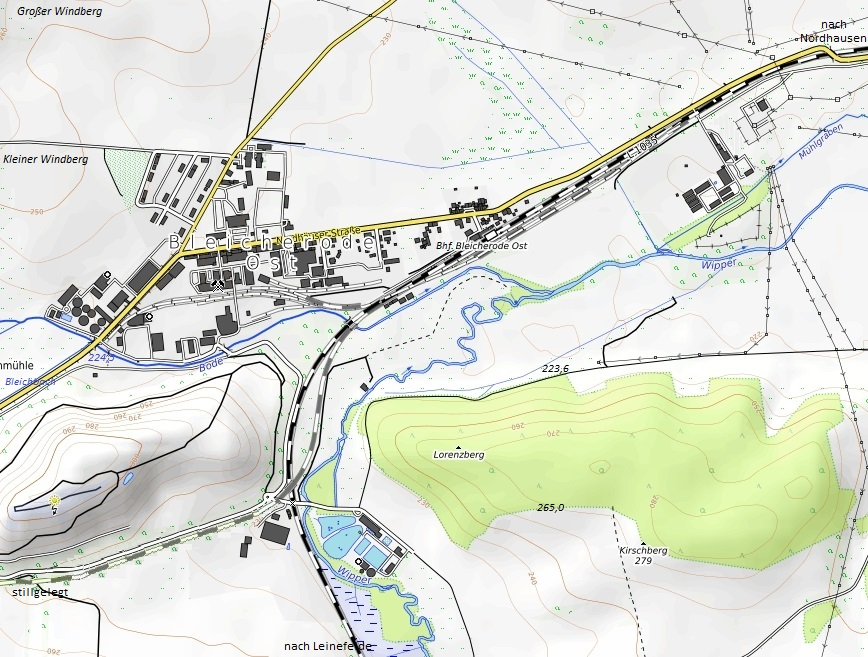
Lage des Bahnhofes

Der Bahnhof befindet sich etwa zwei Kilometer östlich von Bleicherode an der Bahnstrecke Halle–Hann. Münden bei Streckenkilometer 115,41. Das Terrain des Bahnhofes liegt im Wippertal auf einer Höhe von ungefähr 226 m ü. NN, unmittelbar südlich des Bahnhofes mündet die Bode in die Wipper. Die Halde des ehemaligen Kaliwerkes Bleicherode bildet eine deutliche Landmarke westlich des Bahnhofes. Die nächsten Bahnhöfe entlang der Halle-Kasseler-Bahn sind Gebra (Hainleite) im Südwesten und Wipperdorf im Osten. Zu erreichen ist der Bahnhof über die Landesstraße 1035, die unmittelbar am Bahnhof vorbeiführt.

## Geschichte
Da sich die Stadt Bleicherode und die Magdeburg-Köthen-Halle-Leipziger Eisenbahn-Gesellschaft zunächst nicht auf einen stadtnahen Standort für den Bahnhof einigen konnten, wurde er schließlich weiter entfernt vom Stadtzentrum geplant. Im Jahr 1867 wurde der zunächst eingleisige Streckenabschnitt von Nordhausen bis Arenshausen mit dem Bahnhof Bleicherode dem Verkehr übergeben. Mit dem Bau der Kanonenbahn um 1880 wurde die Strecke Halle–Hann. Münden auch um Bleicherode zweigleisig ausgebaut. Nachdem ab 1899 im unmittelbar westlich gelegenen Bergwerk Bleicherode Kalisalze abgebaut wurden, baute man direkt vom Bahnhof ein Anschlussgleis zum Werksgelände, wo ein separates Gleisnetz entstand.
Im Oktober 1908 wurde die Neubaustrecke von Bleicherode nach Großbodungen in Betrieb genommen. Damit erhielt die Stadt einen eigenen Bahnhof Bleicherode Stadt und der bisherige Bahnhof wurde in Bleicherode Ost umbenannt. Östlich des Bahnhofes wurde die Überlandzentrale Südharz Bleicherode, welches die Elektroversorgung im südwestlichen Harzvorland übernahm. Die Überlandzentrale wurde mit einem weiteren Anschlussgleis erschlossen.
Im Jahr 1946 wurde das zweite Gleis der Bahnstrecke in der sowjetischen Besatzungszone als Reparationszahlung abgebaut. Mit dem Bau der Bahnstrecke zum Zementwerk Deuna wurde es 1972 wiederaufgebaut. In den Folgejahren erfolgte auch die Elektrifizierung der Bahnstrecke von Halle bis nach Leinefelde. 2001 wurde der letzte Teilabschnitt der zuletzt bis Großbodungen betriebenen Bahnstrecke Bleicherode–Herzberg stillgelegt und anschließend abgebaut.
Am 21. September 2011 kam es zu einem schweren Eisenbahnunfall, als zwei Güterzüge zusammengestießen und zwei mit Benzin beladene Kesselwagen in Brand gerieten. Von wann bis wann die Bahnmeisterei Bleicherode bestand, ist nicht bekannt.

## Ausstattung
Zum Gebäudebestand gehörten das zweigeschossige Empfangsgebäude mit einem Fahrdienstraum, einer Gepäckannahme, Warteraum und angrenzend der Güterschuppen. Im Jahr 1944 hatte der Bahnhof insgesamt 15 Gleise, davon drei Bahnsteig- und zwei Ladegleise. Zum Güterbahnhof gehörten eine Ladestraße, eine Laderampe, ein Lademaß und eine Gleiswaage für Güterwagen. Für den Bahnbetrieb gab es einen Lokschuppen und eine Drehscheibe.
Auf beiden Bahnhofsköpfen gibt es je ein mechanisches Stellwerk der Bauform Jüdel: B2 (früher Bw) und W1 (früher Bo).
Nur der Hausbahnsteig ist stufenfrei erreichbar, der Zugang zum Inselbahnsteig führt durch einen Personentunnel. Beide Bahnsteige verfügen über eine Überdachung. Weiterhin gibt es am Bahnhof Zugzielanzeiger, Lautsprecheranlagen, eine kontrastreiche Wegeleitung und Treppenstufenmarkierung.

## Verkehr
Der Bahnhof Bleicherode Ost wird von folgenden Linien des Schienenpersonennahverkehrs bedient:
| Linie                    | Linienverlauf                                                                                    | Takt    | EVU                            |
| ------------------------ | ------------------------------------------------------------------------------------------------ | ------- | ------------------------------ |
| RE 8                     | Leinefelde – Bleicherode Ost – Nordhausen – Sangerhausen – Halle                                 | 120 min | Abellio Rail Mitteldeutschland |
| RE 9                     | Kassel-Wilhelmshöhe – Eichenberg – Leinefelde – Bleicherode Ost – Nordhausen – Halle (Saale) Hbf | 120 min | Abellio Rail Mitteldeutschland |
| RB 57                    | Heilbad Heiligenstadt – Leinefelde – Bleicherode Ost – Nordhausen – Sangerhausen                 |         | Abellio Rail Mitteldeutschland |
| Stand: 15. Dezember 2024 |                                                                                                  |         |                                |